# Las Piñas
Las Piñas is een stad op het eiland Luzon in de Filipijnen. Ze vormt samen met 16 andere steden en gemeenten de National Capital Region, die ook wel Metro Manilla wordt genoemd. Bij de volkstelling van 2020 had de stad 606.293 inwoners.

## Geografie

### Bestuurlijke indeling
Las Piñas is onderverdeeld in de volgende 20 barangays:
| - Almanza Uno - Daniel Fajardo - Elias Aldana - Ilaya - Manuyo Uno - Pamplona Uno - Pulang Lupa Uno - Talon Uno - Zapote - Almanza Dos | - B. F. International Village - Manuyo Dos - Pamplona Dos - Pamplona Tres - Pilar - Pulang Lupa Dos - Talon Dos - Talon Tres - Talon Kuatro - Talon Singko |

## Bezienswaardigheid
In de Sint-Jozefkerk werd door de bouwpastoor, de Spaanse Augustijn Diego Cera, tussen 1816 en 1824 het beroemde orgel met de bamboepijpen gebouwd.

## Stedenbanden
- Parañaque
- Ufa
- Sotsji